# 小营乡
小营乡，是中华人民共和国河北省沧州市盐山县下辖的一个乡镇级行政单位。

## 行政区划
小营乡下辖以下地区：
曾小营村、中杨村、西杨村、东杨村、后陈村、前陈村、李小营村、孟小营村、小丰村、小左村、大左村、张西台村、刘友章村、刘仁村、良庄村、王木村、大付庄村、王庄村、韩庄村、彭庄村、北卢村、赵庄村、许庄子村、东河村、西河村、刘武村和李连村。